# Halo of Gunfire
Halo of Gunfire ist eine US-amerikanische Deathcore- und Death-Metal-Band aus Santa Maria, Kalifornien, die im Jahr 2006 gegründet wurde.

## Geschichte
Die Band wurde im Jahr 2006 gegründet. Es folgte eine erste selbstbetitelte EP über High Fidelity Records im Jahr 2008, worauf die Band aus dem Bassisten Daniel Anderson, dem Schlagzeuger Taylor Bennett, den Gitarristen Cal Martinez und Logan Bennett sowie dem Sänger Max McCoy bestand. Danach erreichte die Gruppe einen Vertrag bei Unique Leader Records, worüber 2010 das Debütalbum Conjuring the Damned erschien.

## Stil
Laut Patrick Olbrich von metal.de spiele die Band auf Conjuring the Damned für Unique Leader Records untypischen Metal, da man sich weniger auf Brutal Death Metal konzentrieren, sondern die Gruppe vielmehr zwischen drückendem Death Metal und Deathcore einzuordnen sei. Als Vergleich zog er Job for a Cowboy heran, die im Laufe ihrer Karriere sich immer mehr vom klassischen Deathcore abgewandt hätten und mehr moderne und technisch anspruchsvolle Death-Metal-Einflüsse eingebracht hätten. Die Lieder würden Breakdowns enthalten und der Gesang erinnere an den von Whitechapels Phil Bozeman.

## Diskografie
- 2008: Demo (Demo, Eigenveröffentlichung)
- 2008: Halo of Gunfire (EP, High Fidelity Records)
- 2010: Conjuring the Damned (Album, Unique Leader Records)